# おかべりか
おかべ りか（1950年11月10日 - 2017年7月8日）は、日本の女性漫画家・挿絵画家。埼玉県浦和市（現：さいたま市）出身。獨協大学外国語学部フランス語学科卒業。

## 来歴
おもに児童書・絵本・育児誌などを中心に漫画や挿絵、翻訳などを手がける。子供の視点を中心にした、鋭い観察眼と人物描写に基づくユーモラスな作風が特色。また1970年代には集英社『明星』などで挿絵を描いていた。
福音館書店より刊行していた月刊誌『おおきなポケット』では漫画作品を断続的に連載。うち『とちめんぼう劇場』『よい子への道』などを単行本化。
2002年より北澤楽天顕彰会理事。他、さいたま市民漫画展（のち北澤楽天漫画大賞）審査員、さいたま市文化財等選考委員を務める。
『おばけやさん』は初の物語作品シリーズで、2011年より年一回ペースで刊行され、全7巻が発売された。
2017年7月8日、虚血性心疾患のため死去。66歳没。
2018年7月-8月にさいたま市立漫画会館にて原画展『おかべりか展〜コドモだってイロイロあります〜』、10月に東京都豊島区Art&Eat ロケッティーダにてスケッチ展『発掘！いろいろあったぞ！おかべりか展』が開催された。

## 家族・親族
父は漫画家の岡部冬彦。弟は作家・軍事評論家の岡部いさく。妹はイラストレーターの水玉螢之丞。

## 主な作品

### 文・絵
- コミック コドモの定番（学陽書房）
- パワー全開!!!赤ちゃんのお通〜り（主婦の友社）
- イロイロあるぞ彼らの事情（フレーベル館）
- とちめんぼう劇場（福音館書店）
- よい子への道（福音館書店）
- よい子への道2（福音館書店）
- やきゅうじょうにいこう（福音館書店『かがくのとも』448号）
- よい子れんしゅう帳（福音館書店）
- あゆみ?（読売新聞 教育欄掲載）
- おだんごちゃん（童心社）
- 「おばけやさん」シリーズ（偕成社）
- 笠智衆のように枯れたい（小林道雄・堀切和雅との共著　ユビキタ・スタジオ）

### 挿絵
- 若いやつは失礼（文・小林道雄、岩波書店）
- 高校生の正しい夏（岩波書店）
- W・ブレインホルストの素敵な部屋からこんにちは（文：W・ブレインホルスト、翻訳：島村力、グラフ社）
- どきどき よぼうちゅうしゃ（文：小林まさこ、あかね書房）
- ごめんねがいえなくて（文：藤田千津、あかね書房）
- 花ゲリラってしってる?（文：藤田千津、あかね書房）
- とんだトラブル!?タイムトラベル（文：友乃雪、あかね書房）
- ナッチにおまかせ 虹を下から見上げたら（文：山口理、国土社）
- 「ムジナ探偵局」シリーズ（文：富安陽子、童心社）
- 「もも&ピーマン」シリーズ（文：いそみゆき、ポプラ社）
- 逢魔が刻のにおい（文：金治直美、学習研究社）
- へんてこらんど（文：岩佐敏子、リーブル）
- はっけよい鯉太（文：杉山亮、フレーベル館）
- 朝の連続小説（文：杉山亮、仮説社）
- 空を飛んだポチ（文：杉山亮、講談社）※第56回（2009年）産経児童出版文化賞受賞
- バナ天パーティー（文：杉山亮、講談社）
- 走れ、カネイノチ!（文：杉山亮、講談社）
- 「日本のわらい話・おばけ話」シリーズ（文：西本鶏介、 ポプラ社）
- 「やまんば妖怪学校」シリーズ（文：末吉暁子、偕成社）
- マゾ森の夏休み（文：川渕圭一、 汐文社）
- げんたのかいぞくごっこ（文：うえつきみよこ、 瑞雲舎）
- かえうたえほん タマゴレンジャー（文：林木林、 ひかりのくに）
- むしばあちゃん（文：苅田澄子、佼成出版社）
- トイレのてんしちゃん（文：苅田澄子、佼成出版社）

### 文
- よるにきこえるおと （絵：大島妙子、フレーベル館）

### 翻訳
- まよなかのたたかい（文：ティエリー・デデュー、レミ・クールジョン、フレーベル館）
- もこもこはどこ?（文：マリー・ワッブ、フレーベル館）